# Semestre de motivation
 (mars 2018).
Les semestres de motivation (abrégé en SeMo ou SEMO) sont des programmes proposées en Suisse aux adolescents et jeunes adultes qui, au terme de leur scolarité obligatoire, se trouvent sans solution de formation professionnelle ou en rupture d'apprentissage, afin de trouver une place de formation professionnelle afin d'acquérir un diplôme du secondaire II .  
Les SEMO, qui soutiennent les participants voulant entrer dans une filière de formation professionnelle, sont soumis aux les règles et conditions cadres du Secrétariat d'État à l'économie (SECO), financés par l'Assurance chômage (AC) et organisés par les offices de travail cantonaux avec des partenaires locaux. Ils existent depuis 1994 ; environ 80 programmes sont opérationnels dans toute la Suisse.

## Activités au niveau cantonal

### Genève
Le catalogue des mesures d’insertion Aptitudes répertorie plusieurs prestataires de mesures d'insertions affiliées aux semestres de motivation, dont l'OSEO, et la Croix-Rouge. La sélection des bénéficiaires est effectuée par Cap Formations de la Cité des métiers du Grand-Genève.
Dès janvier 2022, le programme des semestres de motivation est modifié avec davantage de stages en entreprises, afin de rapprocher les jeunes du monde du travail et favoriser l'accès à l'emploi. Par ailleurs, ils sont renommés FOR ME. 